# Calle Rosalía de Castro
La calle Rosalía de Castro es una calle de la ciudad española de Pontevedra situada en el Ensanche de la ciudad y en el barrio de Mollavao. Es una de las principales vías de Pontevedra.

## Origen del nombre
La calle lleva el nombre de la poetisa gallega del siglo XIX Rosalía de Castro, que inició el Rexurdimento en 1863 con su obra Cantares gallegos.

## Historia
Desde 1833 en que Pontevedra se convirtió en capital de su provincia, se llevó a cabo una radical transformación de la estructura urbana.  La ciudad se ensanchó siguiendo los principales ejes viarios sobre los que se estructuró el crecimiento urbano. Entre 1847 y 1851 se urbanizó en alineación recta la nueva carretera conducente a Marín, que se convertiría en la calle Rosalía de Castro como prolongación de la calle de la Oliva y se construyó un puente sobre el río Gafos.
En 1850 el arquitecto municipal José García Limeses proyectó la nueva cárcel en el solar que ocupa actualmente el Palacio de Justicia de la ciudad, que sustituyó a la demolida cárcel histórica que se encontraba junto al puente del Burgo.
Desde 1884 hasta 1966 las vías férreas atravesaron la calle, existiendo en el cruce de ambas un paso a nivel en las proximidades del Palacio de Justicia.
En 1938 la fábrica de jabones Fabril Gallega de Jabones se ubicó en el actual número 126 de la calle Rosalía de Castro, en el barrio de Mollavao. El edificio fue diseñado por el arquitecto municipal Emilio Quiroga Losada y estuvo en funcionamiento hasta 1944, año en que falleció su propietario. Producía desde productos de lavandería hasta jabones de baño y tocador. Entre los más famosos estaban los jabones de sales de San Justo.
El 31 de marzo de 1942, a propuesta del gobernador civil, se le dio al tramo de la carretera de Marín desde la plaza de San José hasta Mollavao el nombre del ministro de la marina de aquel año, Salvador Moreno.
En 1944 se expropiaron terrenos en la calle, en Mollavao, para la construcción de viviendas para los oficiales de la Armada que trabajaban en la Escuela Naval Militar. Estas viviendas se rodearon de zonas verdes y jardines. En 1953 se construyó en la calle el colegio privado Juan Sebastián Elcano (perteneciente al Ministerio de Defensa), junto a las viviendas militares de la Armada, que entró en funcionamiento en 1954.
En 1948 el ayuntamiento de Pontevedra cedió el solar que ocupaba la antigua cárcel para construir el Palacio de Justicia de Pontevedra y en 1954 la Diputación de Pontevedra aportó un millón de pesetas para su construcción. El Palacio de Justicia de Pontevedra, sede de la Audiencia Provincial de Pontevedra fue inaugurado el 17 de septiembre de 1956.
En los años 1970 y 1980 con el desarrollismo y la especulación inmobiliaria se derribaron en la calle chalés de gran valor arquitectónico o ambiental. El 21 de diciembre de 1989 se inició la construcción del puente de la autopista AP-9, el Puente de la Ría, y el trazado de la autopista por el sur y oeste de la ciudad, que cruza la calle en el barrio de Mollavao en viaducto y se inauguró el 25 de marzo de 1992.
En 2001 se peatonalizó el primer tramo de la calle Rosalía de Castro entre la plaza de San José y la Avenida de Augusto García Sánchez. A finales del año 2002 la corporación municipal cambió el nombre de la calle, pasando a denominarse Rosalía de Castro.
En junio de 2006 se autorizó la demolición de Villa Argentina, un histórico chalé modernista construido en 1892, en el número 15, para la construcción de un nuevo edificio de viviendas.
En 2007 se reurbanizó el segundo tramo de la calle y se creó un gran espacio peatonal delante del Palacio de Justicia. También se remodeló el puente sobre el río Gafos.

## Descripción

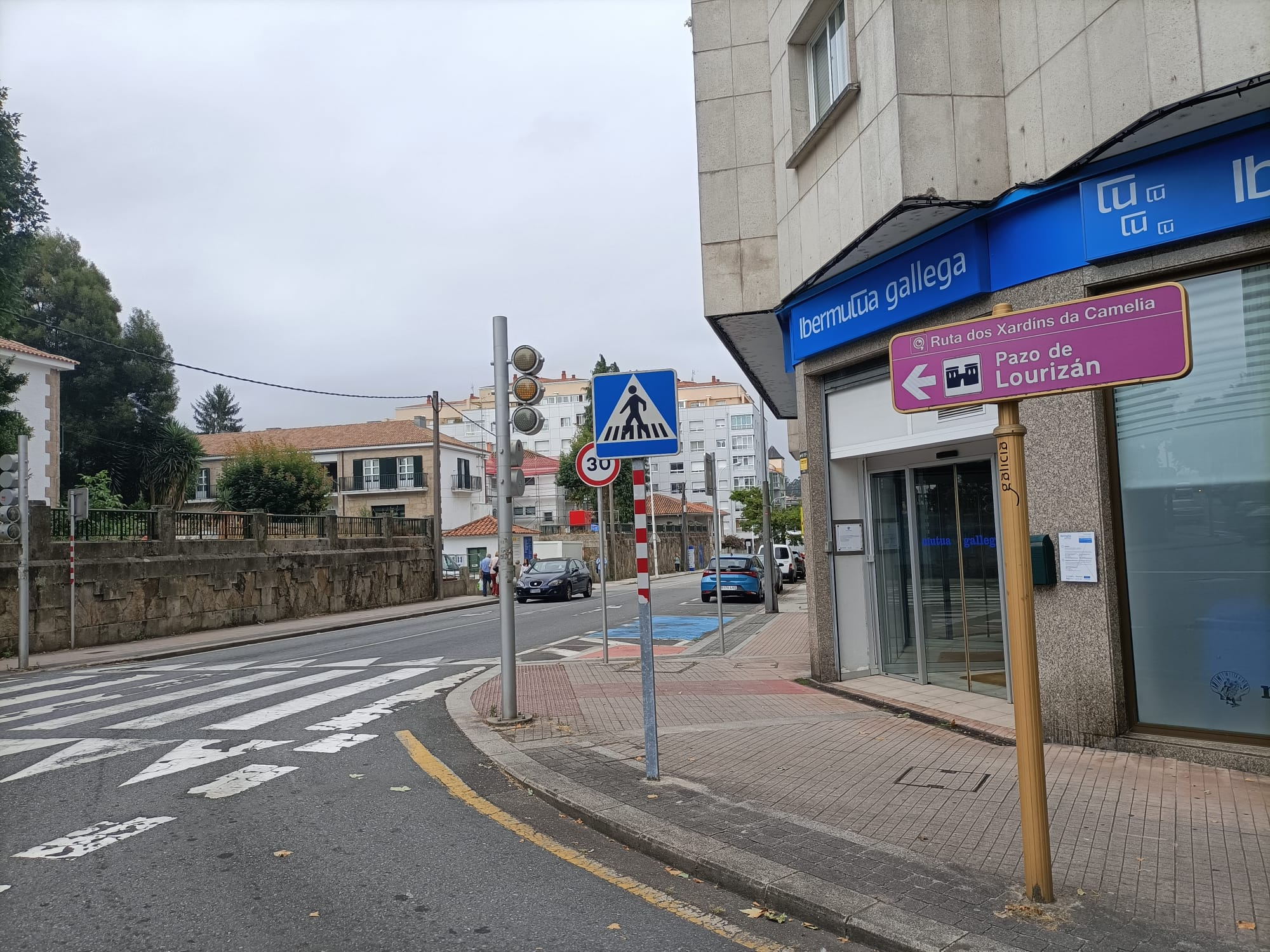
Chalets de la Marina a la izquierda, en Mollavao, e indicador hacia el pazo de Lourizán.

Se trata de una calle de 1 kilómetro y 300 metros de longitud, entre el Ensanche y el el barrio de Mollavao en ligera pendiente descendente y con un trazado recto en un eje noreste-sudoeste, que conecta la plaza de San José con la calle Mollavao y la carretera PO-546. Tiene una anchura de entre 9 y 12 metros. En su trazado confluyen por su lado derecho la Avenida de Augusto García Sánchez, las calles Gagos de Mendoza, Tablada, Sebastián González García Paz, la avenida María Victoria Moreno y las calles Fontesanta, Ruibal y Chamusca. Por su lado izquierdo convergen la Avenida de la Reina Victoria, las calles Palamios y Ramón Peña, la avenida Manuel del Palacio, y las calle Simón Bolívar y Licenciado Molina.
La calle se divide en tres tramos. El primero, desde la plaza de San José hasta la Avenida de Augusto García Sánchez es peatonal, con numerosos establecimientos comerciales. Dispone de bancos y está flanqueado por dos hileras de naranjos amargos.
El segundo tramo va desde la Avenida Reina Victoria hasta la Avenida María Victoria Moreno, tiene un carril único de circulación de salida hacia Marín. Dispone de un gran espacio peatonal con bancos delante del Palacio de Justicia y de otro espacio de estancia con bancos en el puente de A Tablada sobre el río Gafos. El margen izquierdo de la calle se halla arbolado con 13 cerezos japoneses.
El tercer tramo de la calle, desde la Avenida María Victoria Moreno hasta la calle Mollavao se encuentra en el barrio de Mollavao. En ella se hallan las viviendas para oficiales de la Marina y el colegio Juan Sebastián Elcano. Está sobrevolado por el viaducto de la AP-9 y hacia la carretera conducente a Marín está bordeado por viviendas unifamiliares. A lo largo de este tramo existen varios ejemplares de falsas acacias.

## Edificios destacados
En el número 5 de la calle se encuentra el edificio del Palacio de Justicia, construido en 1956, obra de los arquitectos Robustiano Fernández Cochón y Germán Álvarez de Sotomayor y Castro. Tiene planta rectangular, cuatro pisos y semisótano. La fachada es de piedra. La planta baja está rodeada de almohadillado y en las plantas segunda y tercera, las fachadas oeste y este están enlucidas con mortero de cal alrededor de todas las ventanas y puertas balconeras de la fachada de entrada. El estilo sobrio y austero refleja la seriedad de su función.
En el número 20 en la esquina con la Avenida Reina Victoria Eugenia se halla un edificio de piedra con composición en rotonda que fue construido a principios del siglo XX sobre una edificación anterior de 1850. Es un edificio de estilo historicista de cinco plantas que destaca por el remate de su torreón en forma de cúpula cónica. Los dos primeros pisos presentan múltiples balcones con balaustres y puertas balconeras dispuestos simétricamente y adornados con decoración incisa vegetal en los dinteles. Las ménsulas que sostienen los balcones poseen ornamentación modernista. En el tercer piso las fachadas laterales se distinguen por las ventanas geminadas con arcos de medio punto. Destaca el singular alero de madera.

## Galería de imágenes

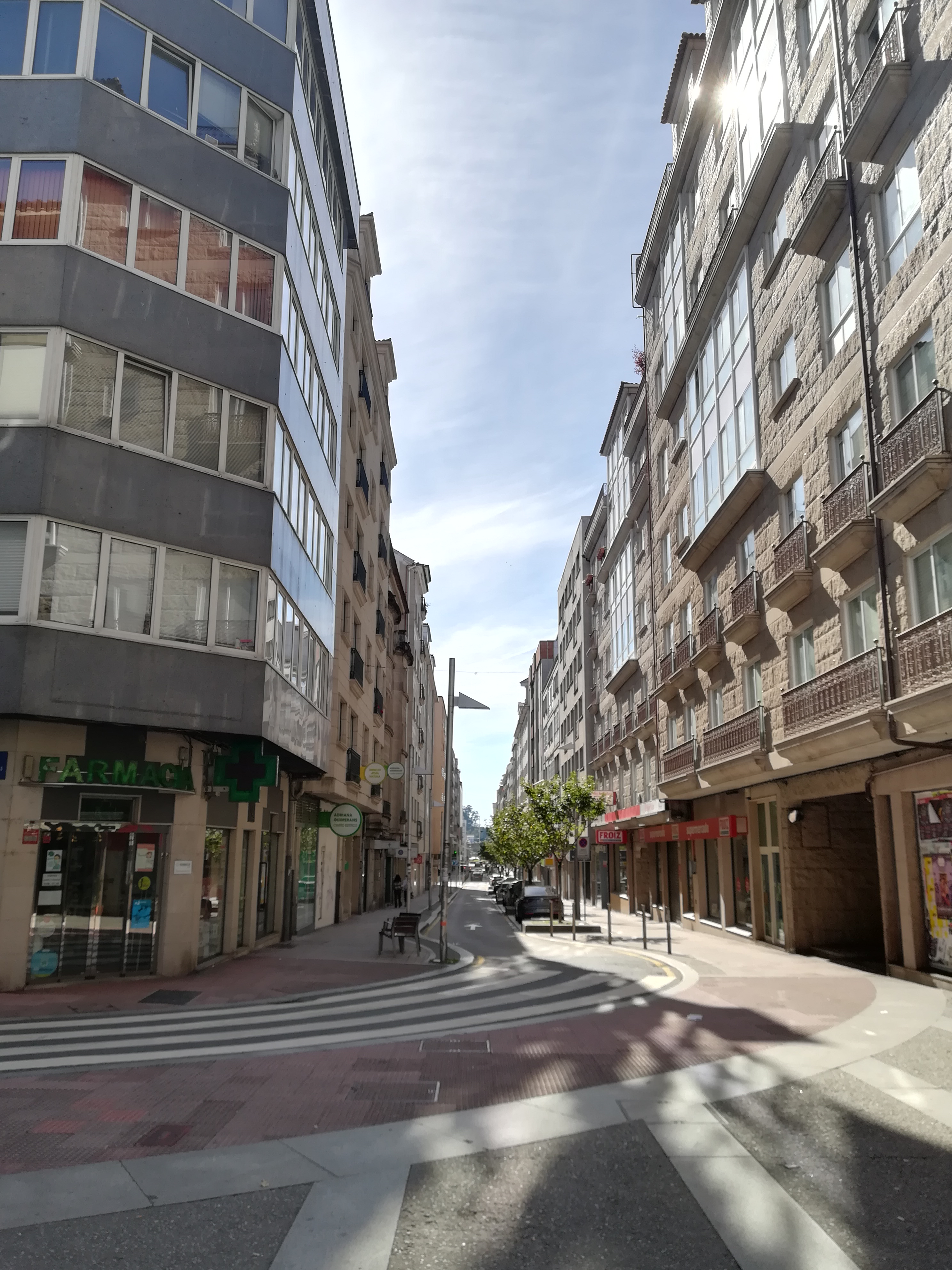
Tramo de la calle en el Ensanche
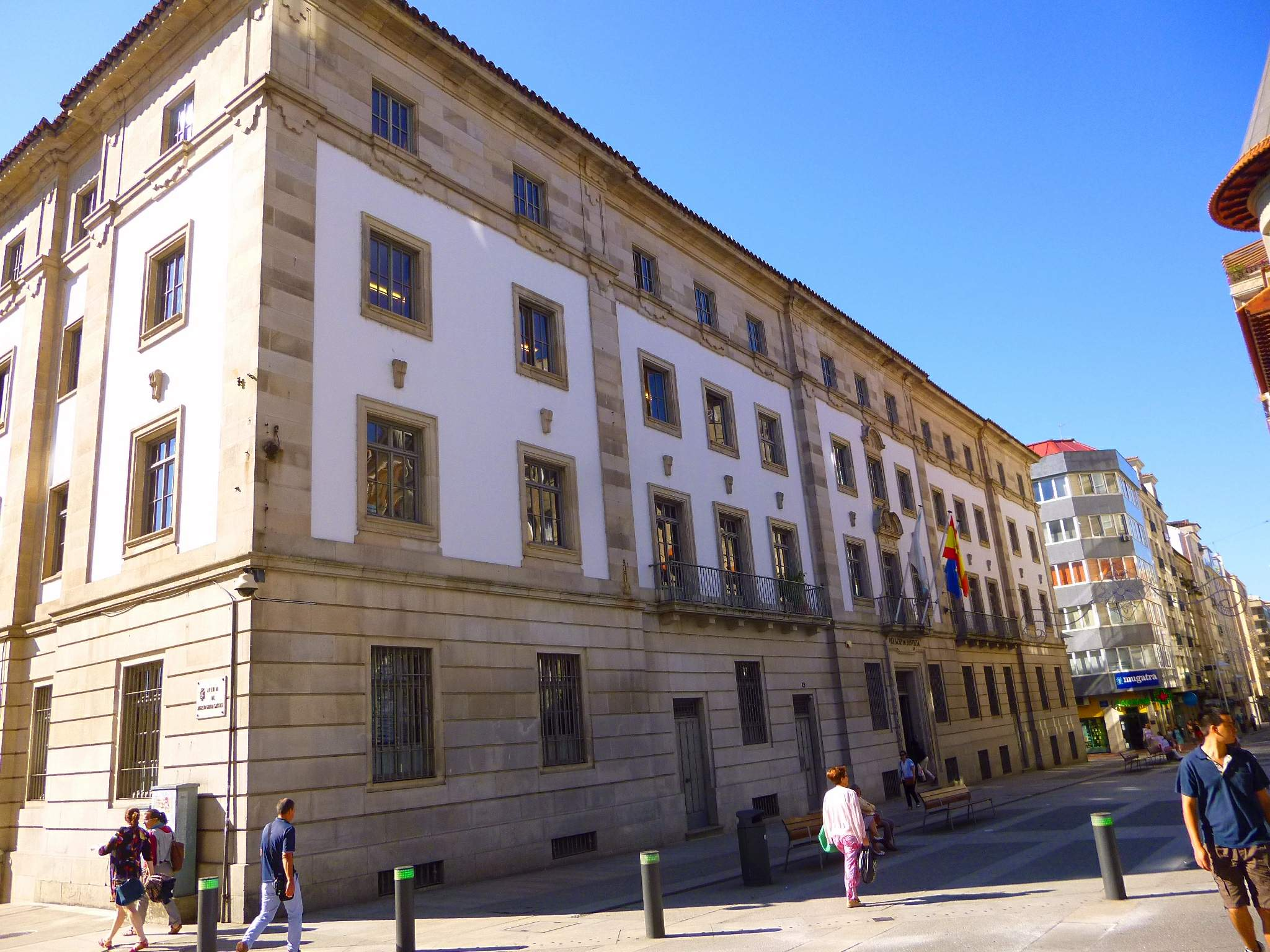
Palacio de Justicia, sede de la Audiencia Provincial de Pontevedra
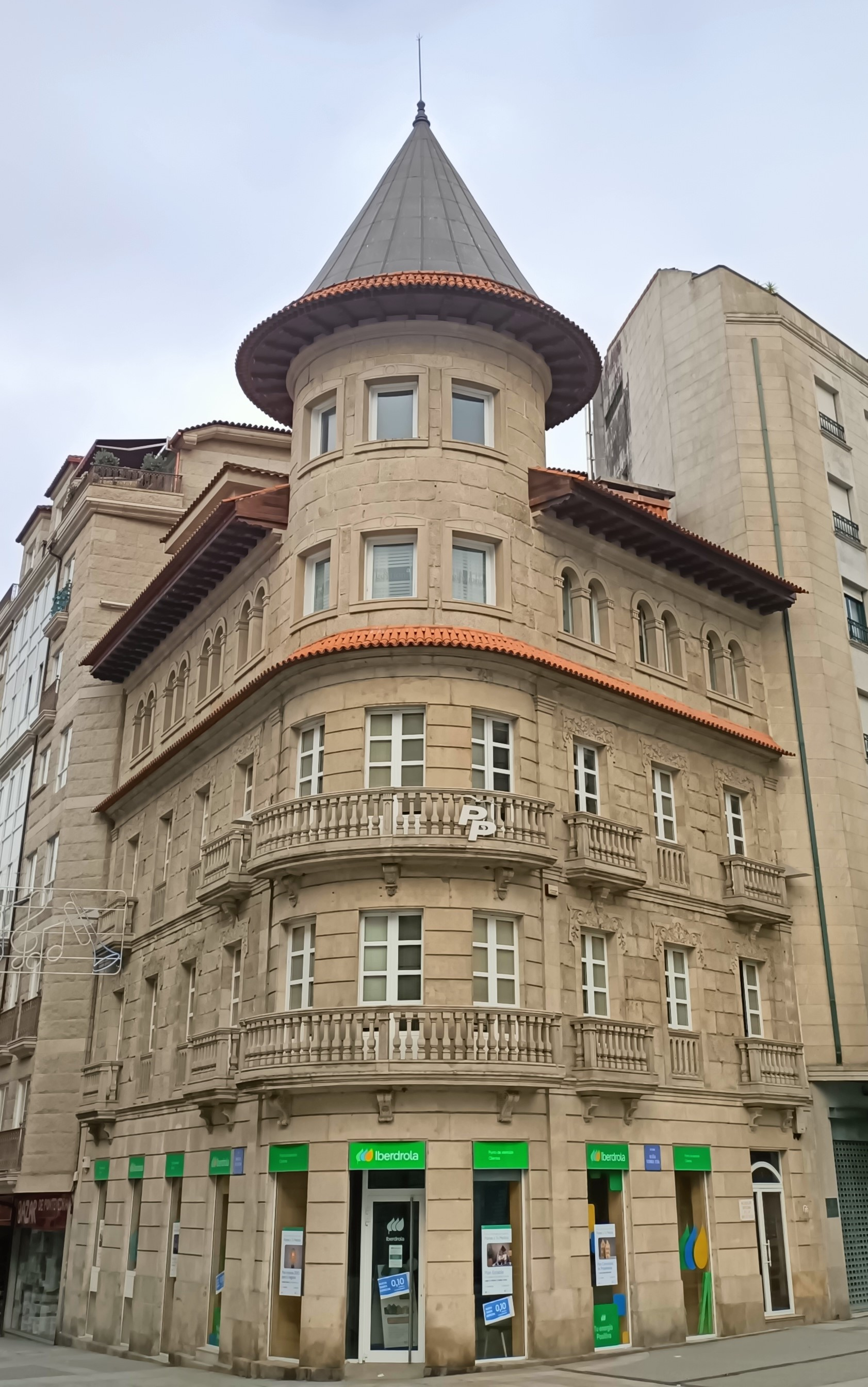
Edificio historicista en el número 20
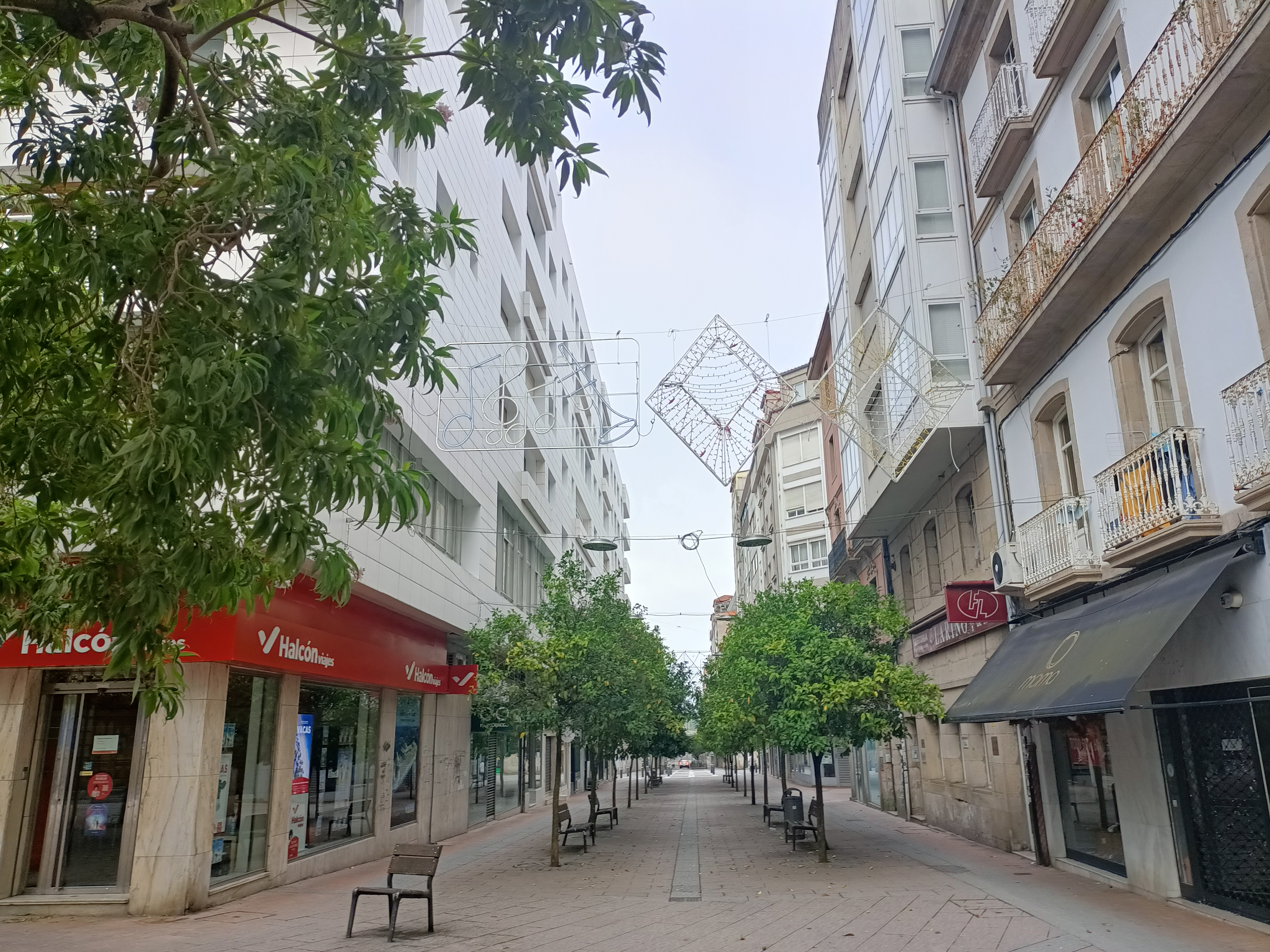
Primer tramo peatonal de la calle
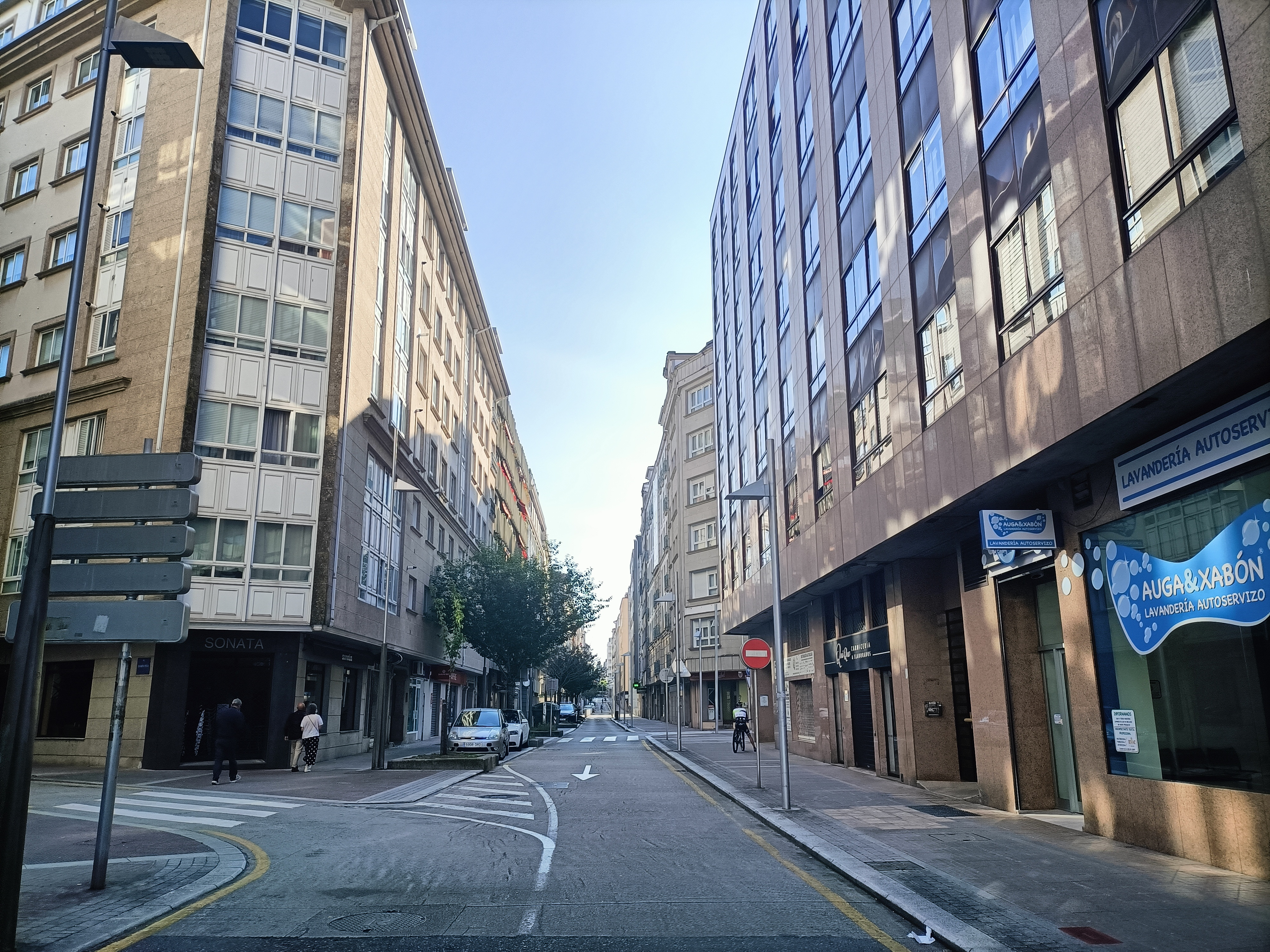
Tramo central de la calle en 2025
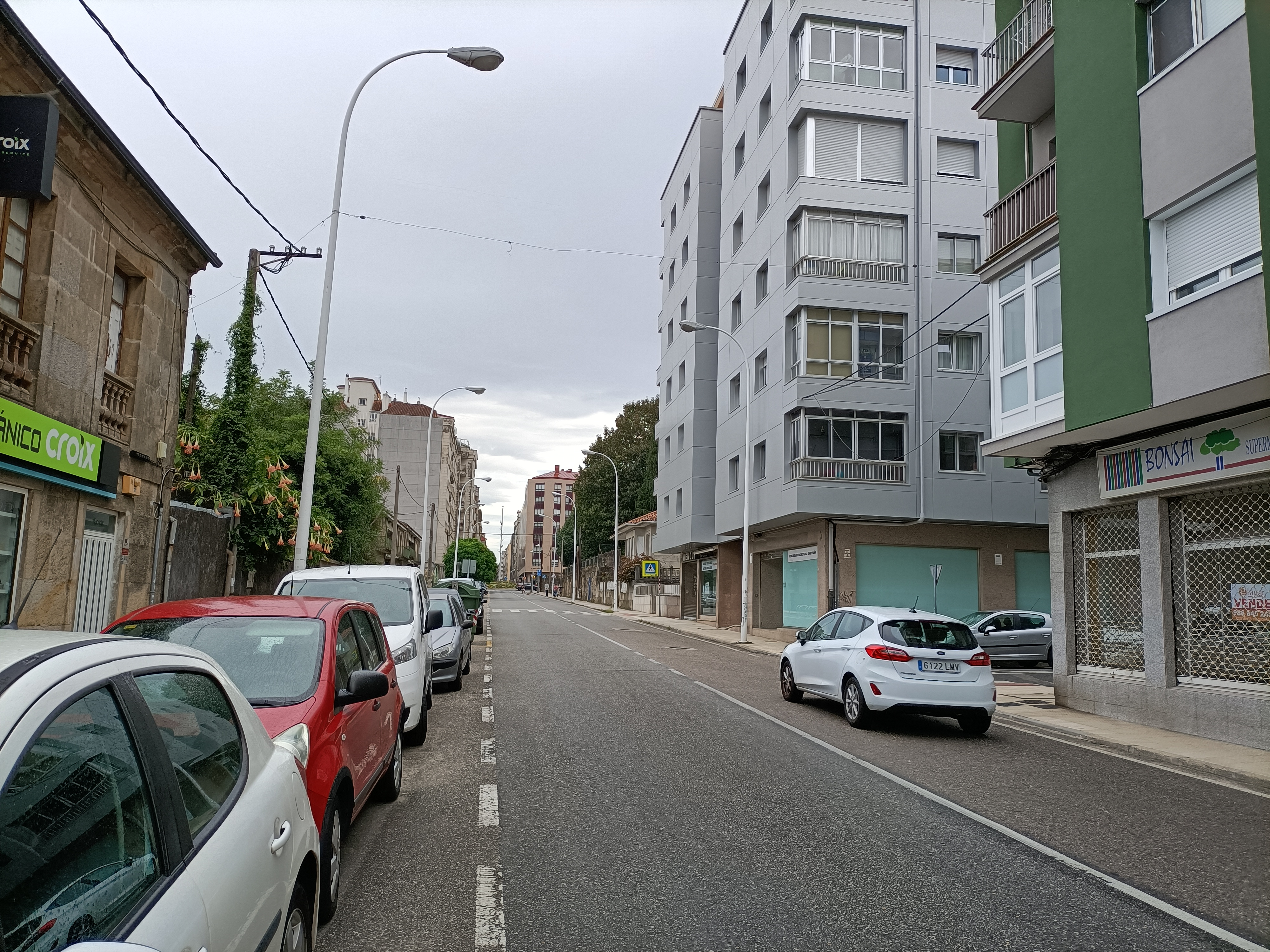
Tramo de la calle en Mollavao
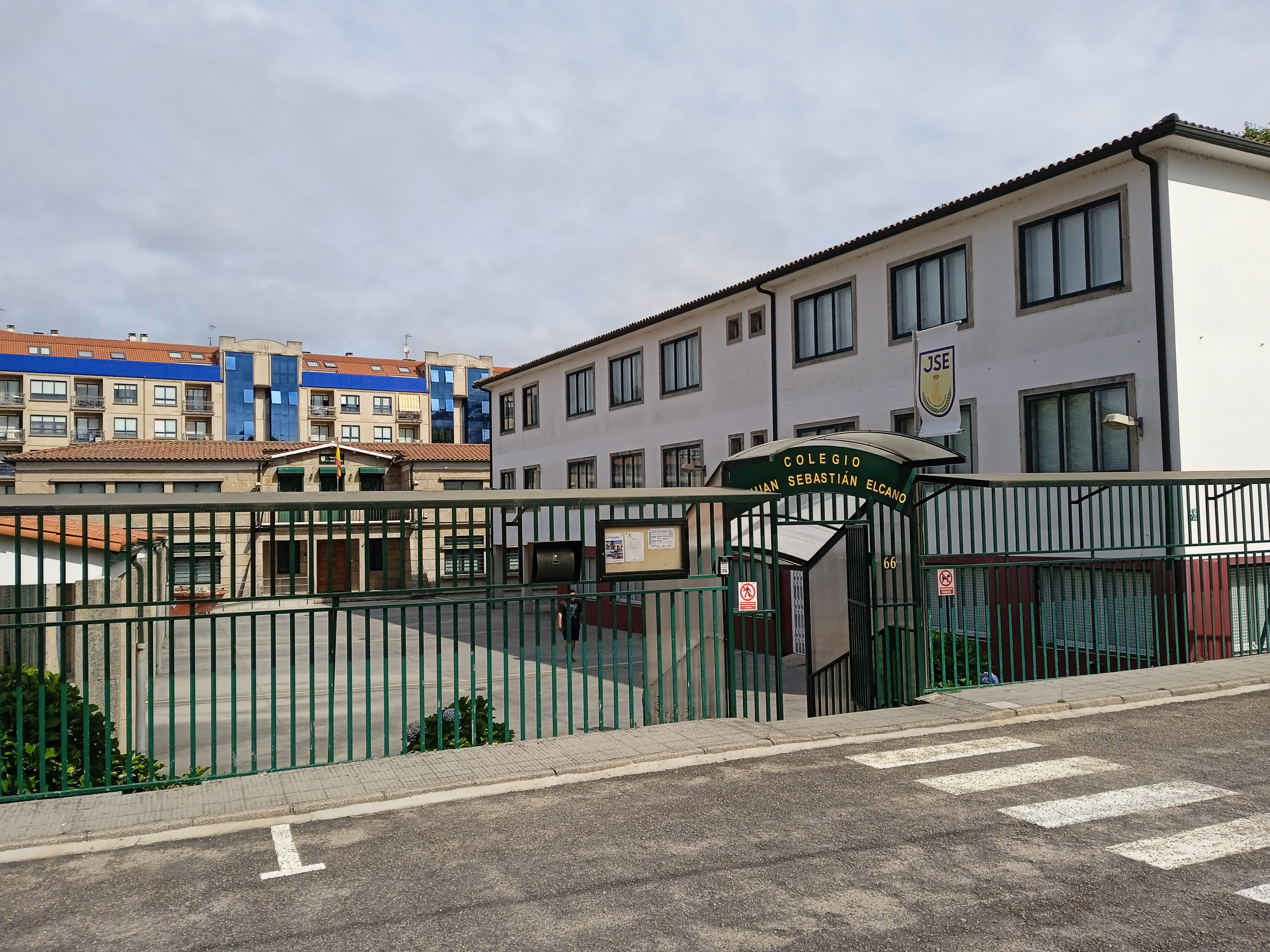
Colegio Juan Sebastián Elcano en Mollavao
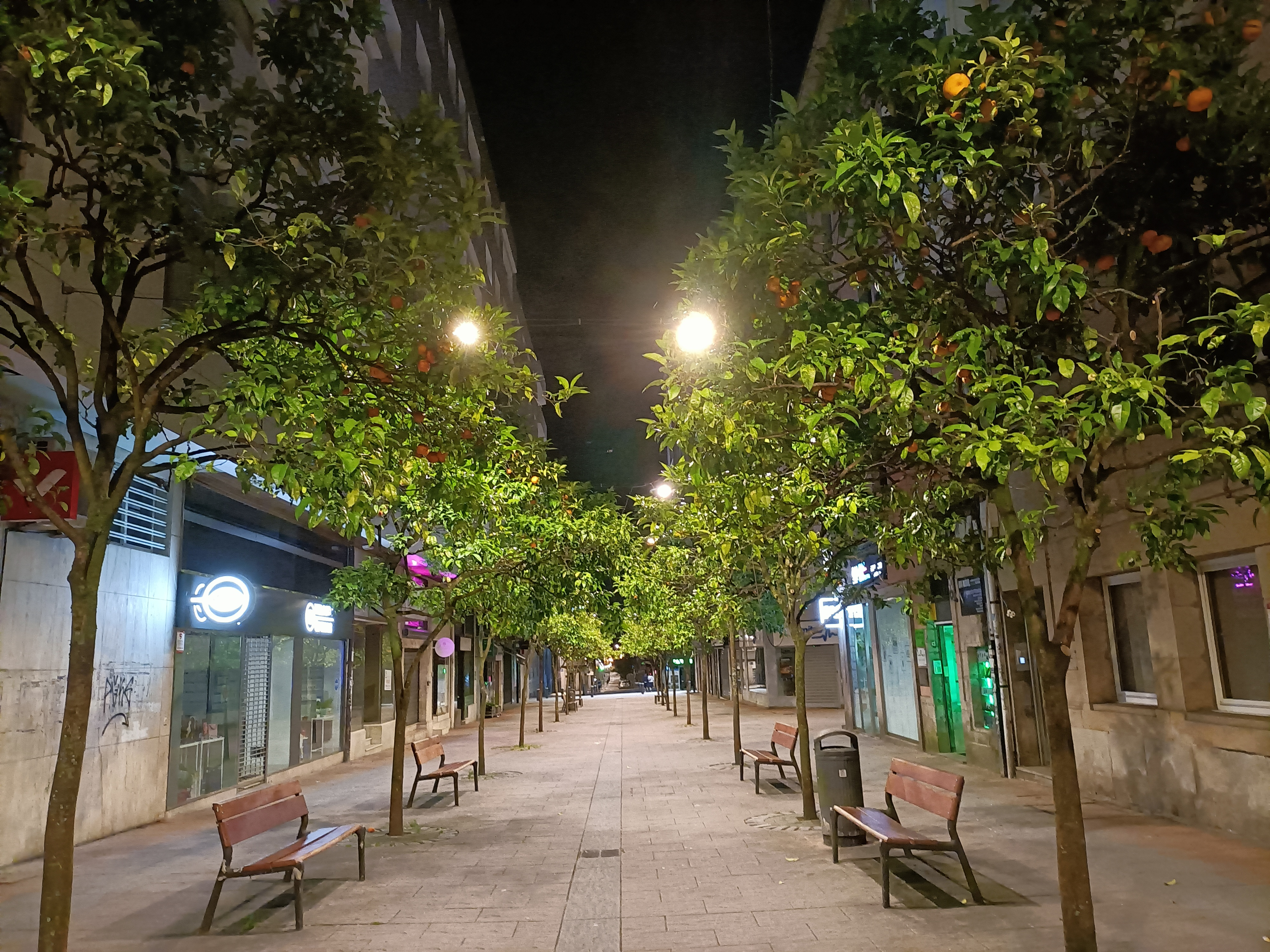
Vista nocturna de la calle en 2025
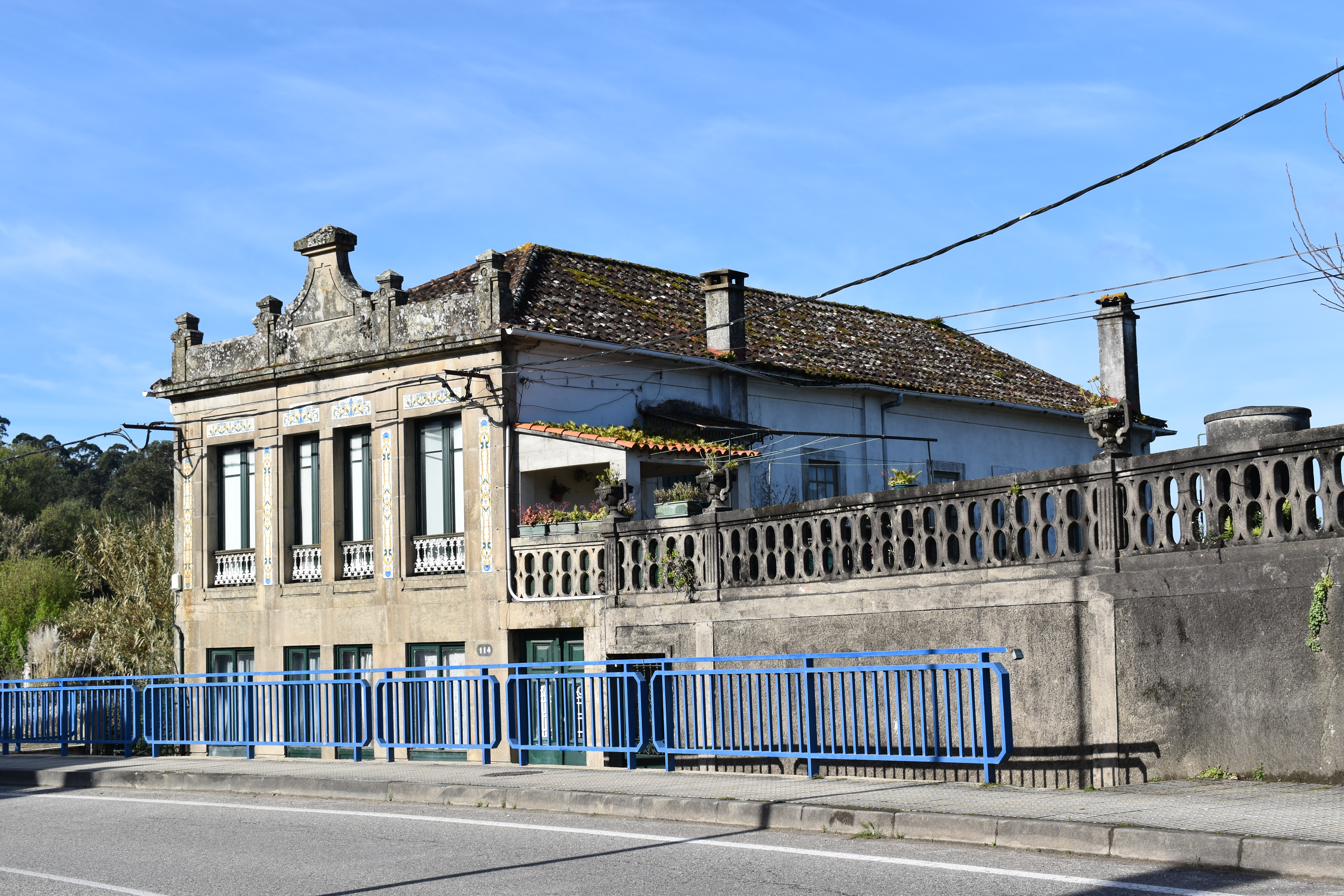
Villa Corona en Mollavao
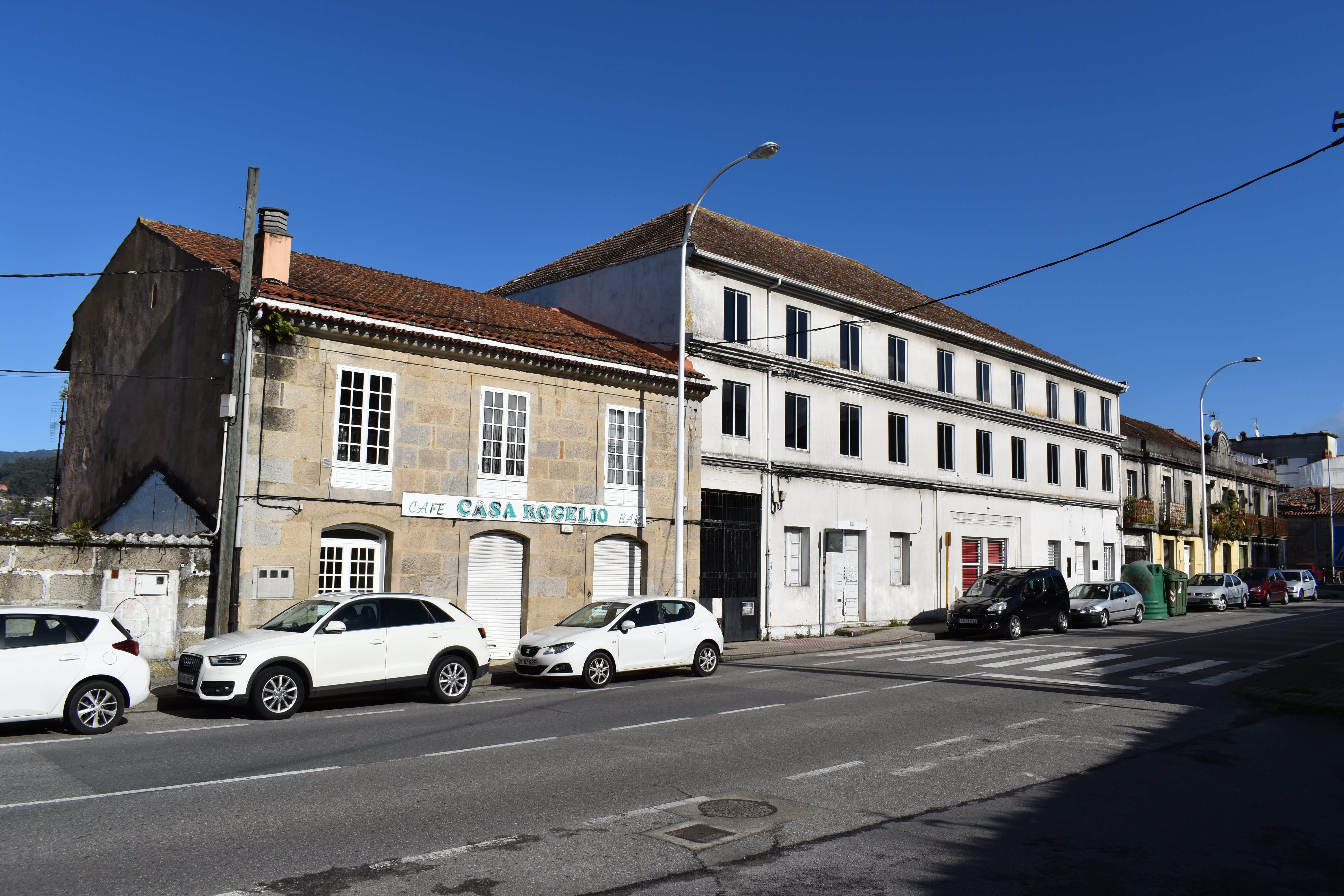
Casas de la calle, en Mollavao